# Guadalajara (Jalisco)
Guadalajara is de hoofdstad van de staat Jalisco, gelegen in het westen van Mexico. Het is de op zes na grootste stad van het land, met een bevolking van 1.380.621 (2020). De stad ligt 1590 meter boven zeeniveau. De agglomeratie Guadalajara bevat ook de gemeentes Zapopan, Tlaquepaque, Tonalá, Tlajomulco, en Ixtlahuacan. Het aantal inwoners van de agglomeratie bedraagt ruim 5 miljoen (2020), en is daarmee de derde agglomeratie van het land en ongeveer de tiende van Latijns-Amerika. Inwoners van Guadalajara worden in het Spaans tapatíos genoemd.

## Geschiedenis
Guadalajara werd in 1532 onder de naam Espíritu Santo door de Spanjaarden onder leiding van Nuño de Guzmán gesticht. Guadalajara werd later hernoemd naar de gelijknamige stad in Spanje. De naam van de stad komt van het Arabische Wad-al-hidjara, wat "Rivier die stroomt tussen rotsen" betekent. Het is de een na oudste koloniale stad van Mexico. De beginjaren van Guadalajara waren bijzonder woelig. Guzmán stond bekend als een wreed man, en na opstanden van indianen veranderde de stad meerdere keren van plaats. In 1542 stichtte Cristóbal de Oñate de stad op haar huidige plek.
De stad werd al snel de een na belangrijkste stad van de Spaanse kolonie Nieuw-Spanje, na Mexico-Stad. Guadalajara werd de hoofdstad van Nieuw-Galicië, een taak die het overnam van Compostela. Het werd de zetel van een bisdom en na 1560 van de Audiencia van Guadalajara, waardoor op papier het hele westen van Noord-Amerika tot Alaska aan toe door de Spaanse autoriteiten vanuit Guadalajara bestuurd werd. De eerste universiteit opende haar deuren in 1791.
Na het uitbreken van de Mexicaanse Onafhankelijkheidsoorlog had Miguel Hidalgo een tijdje zijn provisorische hoofdstad in Guadalajara gevestigd. Na de onafhankelijkheid van Mexico werd het in 1824 de hoofdstad van Jalisco. In 1859 was Guadalajara opnieuw kortstondig hoofdstad van Mexico, en wel van de liberale regering van Benito Juárez in tegenstand tegen de conservatieven.
In 1818 en 1875 werd de stad getroffen door aardbevingen; beide keren is de stad heropgebouwd. Tijdens het Porfiriaat groeide Guadalajara uit tot een belangrijk economisch centrum, en de groei zette zich door in de twintigste eeuw. Omstreeks de jaren 1950 werd de kaap van een miljoen inwoners gepasseerd. De Metro van Guadalajara werd in 1989 geopend
Op 22 april 1992 voltrok zich een ramp in Guadalajara. Twee gasexplosies in het rioolsysteem vernietigden kilometers aan straat. De ramp werd veroorzaakt doordat de zinken waterleiding in een vochtige omgeving was gaan reageren met een stalen gasleiding. Beiden roestten, en gas lekte door de gaten in het hoofdriool. Bewoners klaagden dagenlang over een gaslucht, maar ondanks de maatregelen en het imminente explosiegevaar weigerden de autoriteiten de stad te evacueren. Volgens officiële cijfers kwamen 206 mensen om, waren er 500 gewonden en 15.000 daklozen door de ramp.
Vanaf 2010 is de stad de thuishaven van het Jaliscokartel, een machtig drugskartel.

## Cultuur

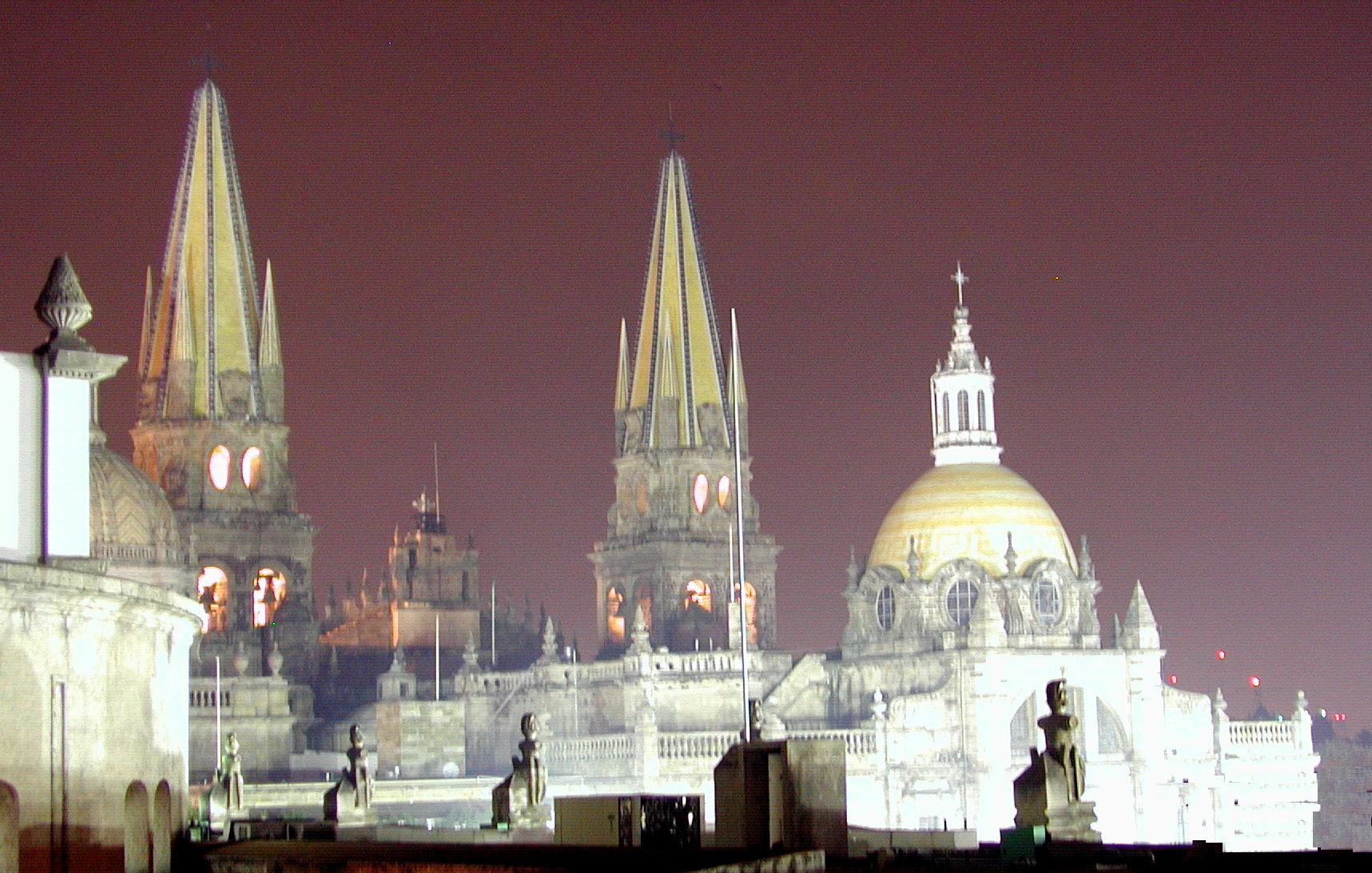
De kathedraal van Guadalajara

Hoewel Guadalajara een miljoenenstad is, heeft het het karakter van een provinciestad behouden. In heel Mexico staat Guadalajara bekend als een plaats waar het goed toeven is. De stad wordt dan ook wel als 'meest Mexicaanse stad van Mexico' gezien. De hoedendans jarabe tapatío komt van oorsprong uit Guadalajara, en ook veel mariachi-orkesten vinden hier hun oorsprong.
Guadalajara staat bekend als een conservatief bolwerk. 95% van de bevolking is katholiek, nog meer dan het gemiddelde in Mexico. De stad is zetel van het aartsbisdom Guadalajara. Ook de omstreden Kerk van het Licht van de Wereld heeft haar hoofdzetel in Guadalajara.
Bezienswaardig zijn het Palacio de Gobierno, de zetel van de staatsoverheid met muurschilderingen van José Clemente Orozco, de Kathedraal van Guadalajara' en het kerkhof Panteón de Belén. Het Hospicio Cabañas staat op de lijst van werelderfgoed.
De stad bezit twee grote universiteiten, de Universiteit van Guadalajara en de Autonome Universiteit van Guadalajara. De luchthaven van Guadalajara is de Don Miguel Hidalgo y Costilla International Airport.
Van oudsher bestaat er een rivaliteit tussen inwoners van Guadalajara en die van Mexico-Stad. Volgens het stereotype vinden de tapatíos mensen uit Mexico-Stad arrogant, ongemanierd en platvloers, terwijl andersom mensen uit Mexico-Stad inwoners van Guadalajara achterlijk, conservatief en kleinburgerlijk vinden.

## Economie
Guadalajara heeft de economische crisis van de jaren 80 en 90 beter doorstaan dan veel andere steden in het land. De stad is de economische motor van het westen van Mexico en noemt zichzelf wel de Silicon Valley van het land. Technologiebedrijven als General Electric, IBM, Hitachi, en Hewlett Packard hebben vestigingen in de stad of in de buitenwijken. Naast hoogwaardige technologie zijn ook textiel en metaal belangrijke takken van de economie.

## Politiek
De stad Guadalajara is identiek aan de gemeente Guadalajara, die qua bevolking de op zes na grootste gemeente van het land is. De voorsteden die samen de agglomeratie Guadalajara vormen, vallen onder andere gemeentes.
Vanaf de jaren 90 was Guadalajara een van de eerste grote steden in Mexico waar de voorheen vrijwel oppermachtige Institutioneel Revolutionaire Partij (PRI) het veld moeten ruimen. Mede naar aanleiding van de gasramp kwam in 1994 de Nationale Actiepartij (PAN) aan de macht in de persoon van César Coll, die nationaal opzien baarde wegens zijn uitgesproken conservatieve standpunten. De PAN leverde nog zeven burgemeesters totdat in 2009 heeft de PAN de macht weer moest afstaan aan de PRI in de persoon van Aristóteles Sandoval. De PRI behield de burgemeesterspositie tot 2015 waarna de Partij van de Burgerbeweging aan de macht kwam in Guadalajara in de persoon van Enrique Alfaro Ramírez, die later gouverneur van de deelstaat werd. Ook nadat Alfaro gouverneur van Jalisco werd, bleef de Partij van de Burgerbeweging de burgemeester van Guadalajara leveren.
De functie van burgemeester van Guadalajara is vaak een opstapje naar die van gouverneur van Jalisco; ook Emilio González was bijvoorbeeld in het verleden burgemeester van de stad.

## Sport
Guadalajara is de thuisbasis van een van de meest populaire voetbalteams van de Mexicaanse competitie: "Las Chivas," (letterlijk: "de Geiten"), dragen rood-wit gestreepte shirts, blauwe broeken en rode sokken. Ze zijn populair omdat ze geen spelers uit het buitenland in hun team opnemen en hebben elf landskampioenschappen gewonnen. Twee andere voetbalclubs uit de stad zijn Atlas Guadalajara en Universidad de Guadalajara.
Guadalajara organiseerde in 2011 de Pan-Amerikaanse Spelen.
In 2017 zou Guadalajara het WK zwemmen organiseren, maar kreeg de financiering niet rond en moest de organisatie teruggeven. Boedapest nam dit WK daarom over.

## Andere namen
Bijnamen van de stad zijn La Perla de Occidente ("Parel van het westen"), la Perla Tapatía en Ciudad de las Rosas ("Stad van de rozen").  Als afkorting van de stad wordt wel GDL gebruikt, zoals de IATA-luchthavencode van de luchthaven van de stad. Inwoners van Guadalajara worden Tapatios genoemd. In de eerste jaren na de stichting heette Guadalajara Espíritu Santo ("Heilige Geest").

## Stedenbanden
Guadalajara heeft stedenbanden (gehad) met:
- Alajuela (Costa Rica), van 1983 tot 2011
- Albuquerque (Verenigde Staten), van 1985 tot 2006
- Caracas (Venezuela), sinds 1976
- Cebu City (Filipijnen), sinds 1976
- Cigales (Spanje), sinds 1992
- Cocula (Mexico), sinds 2005
- Cozumel (Mexico), sinds 2010
- Curitiba (Brazilië), sinds 1995
- Daejeon (Zuid-Korea), sinds 1997
- Downey (Verenigde Staten), van 1960 tot 2010
- Guadalajara (Spanje), sinds 1982
- Hagåtña (Guam), sinds 1976
- Kansas City (Verenigde Staten), sinds 1993
- Kingston (Jamaica), sinds 1976
- Kioto (Japan), van 1978 tot 2010
- Krakau (Polen), sinds 1978
- Lansing (Verenigde Staten), sinds 1990
- Laredo (Verenigde Staten), van 2006 tot 2011
- Lima (Peru), sinds 1976

- Magdalena de Kino (Mexico), sinds 1984
- Malabo (Equatoriaal-Guinea), sinds 1976
- Milaan (Italië), van 1976 tot 2008
- Nochistlán de Mejía (Mexico), sinds 1997
- Oaxaca (Mexico), sinds 2007
- Oñati (Spanje), sinds 2003
- Panama-Stad (Panama), sinds 1976
- Portland (Verenigde Staten), sinds 1983
- San Antonio (Verenigde Staten), sinds 1974
- San José (Costa Rica), sinds 1976
- San Luis Potosi (Mexico), sinds 2006
- San Salvador (El Salvador), sinds 1976
- Santo Domingo (Dominicaanse Republiek)
- Sevilla (Spanje), sinds 1977
- Sint-Petersburg (Rusland), sinds 2011
- Tegucigalpa (Honduras), sinds 1976
- Tucson (Verenigde Staten), sinds 1972
- Wrocław (Polen), sinds 1995
- Xiamen (China), van 2003 tot 2011

## Trivia
- De roman De opstand van Guadalajara van J. Slauerhoff speelt zich af in Guadalajara.

- Biblioteca Nacional de España: XX4308202
- Bibliothèque nationale de France: cb12011862n (data)
- Catàleg d'autoritats de noms i títols de Catalunya: 981058524466606706
- Gemeinsame Normdatei: 4233633-8
- International Standard Name Identifier: 0000 0000 9465 9703
- Library of Congress Control Number: n79112329
- MusicBrainz: 78e83393-dc28-445a-a7b1-007d51f3c362
- National Archives and Records Administration: 10045225
- Nationale Bibliotheek van Tsjechië: xx0038524
- Nationale Bibliotheek van Israël: 987007552616805171
- Réseau des bibliothèques de Suisse occidentale: 02-A003326758
- SNAC: w6rn78ks
- Système universitaire de documentation: 028242521
- Virtual International Authority File: 237191244
- WorldCat: E39PBJpYqtRqP9H93vJ89pjBfq

El Salto · Guadalajara · Juanacatlán · Tlaquepaque · Tonalá · Zapopan
Acatic · Acatlán de Juárez · Ahualulco de Mercado · Amacueca · Amatitán · Ameca · Arandas · Atemajac de Brizuela · Atengo · Atenguillo · Atotonilco El Alto · Atoyac · Autlán de Navarro · Ayotlán · Ayutla · Bolaños · Cabo Corrientes · Cañadas de Obregón · Casimiro Castillo · Chapala · Chimaltitán · Chiquilistlán · Cihuatlán · Cocula · Colotlán · Concepción de Buenos Aires · Cuautitlán de García Barragán · Cuautla · Cuquío · Degollado · Ejutla · El Arenal · El Grullo · El Limón · El Salto · Encarnación de Diaz · Etzatlán · Gómez Farías · Guachinango · Guadalajara · Hostotipaquillo · Huejúcar · Huejuquilla El Alto · Ixtlahuacán de los Membrillos · Ixtlahuacan del Río · Jalostotitlán · Jamay · Jesús María · Jilotlán de los Dolores · Jocotepec · Juanacatlán · Juchitlán · La Barca · La Huerta · La Manzanilla de La Paz · Lagos de Moreno · Magdalena · Mascota · Mazamitla · Mexticacan · Mezquitic · Mixtlán · Ocotlán · Ojuelos de Jalisco · Pihuamo · Poncitlán · Puerto Vallarta · Quitupan · San Cristobal de la Barranca · San Diego de Alejandría · San Gabriel · San Ignacio Cerro Gordo · San Juan de los Lagos · San Juanito de Escobedo · San Julián · San Marcos · San Martín de Bolaños · San Martín de Hidalgo · San Miguel El Alto · San Sebastián del Oeste · Santa María del Oro · Santa María de los Angeles · Sayula · Tala · Talpa de Allende · Tamazula de Gordiano · Tapalpa · Tecalitlán · Techaluta de Montenegro · Tecolotlán · Tenamaxtlán · Teocaltiche · Teocuitatlán de Corona · Tepatitlán de Morelos · Tequila · Teuchitlán · Tizapan El Alto · Tlajomulco de Zuñiga · Tlaquepaque · Tolimán · Tomatlán · Tonalá · Tonaya · Tonila · Totatiche · Tototlán · Tuxcacuesco · Tuxcueca · Tuxpan · Unión de San Antonio · Unión de Tula · Valle de Guadalupe · Valle de Juárez · Villa Corona · Villa Guerrero · Villa Hidalgo · Villa Purificación · Yahualica de González Gallo · Zacoalco de Torres · Zapopan · Zapotiltic · Zapotitlán de Vadillo · Zapotlán del Rey · Zapotlán El Grande · Zapotlanejo